# João Carlos dos Santos
João Carlos dos Santos (Sete Lagoas, 10 september 1972) is een voormalig Braziliaans profvoetballer en voetbaltrainer. João Carlos speelde voor diverse Braziliaanse voetbalclubs, zoals Cruzeiro, Corinthians en Botafogo. Tevens kwam Carlos uit voor Cerezo Osaka uit Japan.

## Braziliaans voetbalelftal
João Carlos debuteerde in 1999 in het Braziliaans nationaal elftal en speelde tien interlands, waarin hij een keer scoorde.

## Erelijst
Corinthians
- Campeonato Brasileiro Série A: 1999
- FIFA Club World Championship: 2000

 Brazilië
- CONMEBOL Copa América: 1999

1 Dida ·
2 Cafú  ·
3 Odvan ·
4 Zago ·
5 Emerson ·
6 Roberto Carlos ·
7 Márcio Amoroso ·
8 Vampeta ·
9 Ronaldo ·
10 Rivaldo ·
11 Alex ·
12 Marcos Reis ·
13 Evanílson ·
14 César Belli ·
15 João Carlos ·
16 Serginho ·
17 Marcos Paulo ·
18 Flávio Conceição ·
19 Beto ·
20 Christian ·
21 Ronaldinho ·
22 Zé Roberto ·
Coach: Vanderlei Luxemburgo
1 Dida ·
2 Evanílson ·
3 Odvan ·
4 João Carlos ·
5 Flávio Conceição ·
6 Serginho ·
7 Ronaldinho ·
8 Emerson  ·
9 Christian ·
10 Alex ·
11 Zé Roberto ·
12 Marcos Reis ·
13 César Belli ·
14 Luiz Alberto ·
15 Marcos Paulo ·
16 Athirson ·
17 Beto ·
18 Rôni ·
19 Warley ·
20 Vampeta ·
Coach: Vanderlei Luxemburgo